# Adelheid von Susa

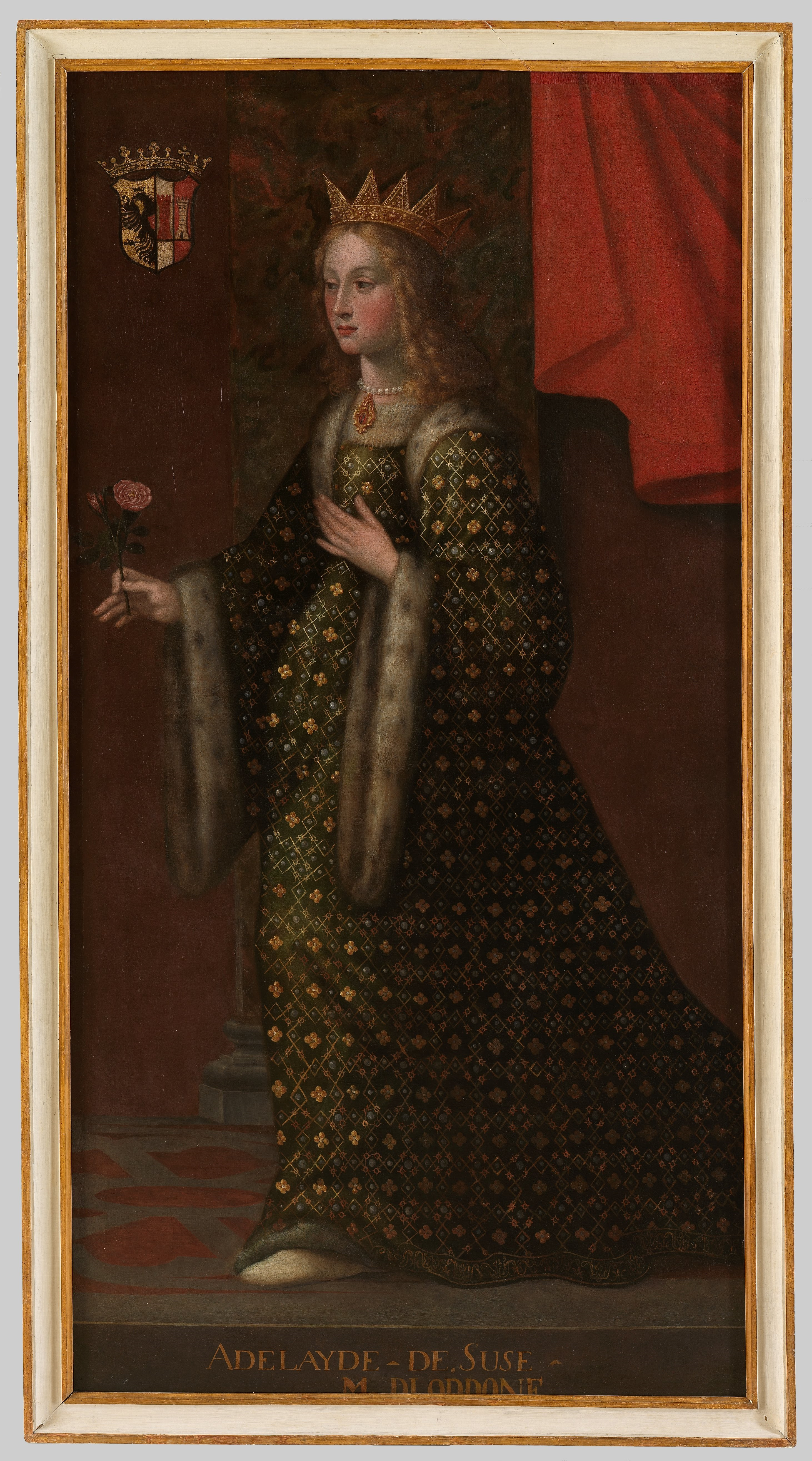
Historiengemälde der Adelheid von Susa, Öl auf Leinwand, 117 mal 202 cm, Castello di Racconigi, 18. Jahrhundert

Adelheid von Susa (auch Adelheid, Adelais oder Adeline, ebenso wie Adelheid von Turin (* um 1014/1020; † Dezember 1091 in Canischio)) war von 1034, spätestens jedoch ab 1046, bis zu ihrem Tod die Markgräfin von Turin, führte jedoch nur den Titel comitissa (Gräfin), während der offizielle Titel marchio (Markgraf) bei den drei (mindestens zwei) Ehemännern lag, die sie überlebte. Sie war der letzte aus dem Geschlecht der Arduine. 1036 heiratete sie Hermann IV. von Schwaben, der damit wahrscheinlich Markgraf wurde, jedoch bereits 1038 starb. Ihr zweiter Ehemann (spätestens ab 29. Januar 1042), der Aleramide Heinrich, im Italienischen als Enrico del Monferrato bekannt, starb bereits 1045, zuletzt genannt wurde er im Juni 1044.
Adelheid verlegte den Regierungssitz von Turin nach Susa und richtete dort den Gerichtshof ein. 1070 und 1091 ging sie gegen den Bischof von Asti militärisch vor, um dessen autonomistische Bemühungen zu unterdrücken. Sie stand mit Petrus Damianus in Kontakt, der sich 1063 an ihrem Hof aufhielt, und vermittelte im Konflikt zwischen Heinrich IV. und dem Papsttum. 1064 gründete sie die große Abtei Santa Maria in Pinerolo.
Nach ihrem Tod zerfiel die Markgrafschaft, weil sämtliche dynastischen Projekte vom Tod zerschlagen wurden. Nur aus der dritten Ehe, der mit Otto von Maurienne, gingen Kinder hervor, nämlich Petrus (I.) (Markgraf ab 1060 (?)), der die kaiserliche Verwandte Agnes heiratete, die Tochter Wilhelms VII. von Aquitanien. Als zweites Kind kam die 1051 geborene Bertha zur Welt, die 1055 mit dem kaum ein Jahr älteren Heinrich (IV.) verheiratet wurde, womit sich enge Kontakte zum Kaiserhaus ergaben. Schließlich brachte sie Amadeus, Adelheid und Otto zur Welt. Am 9. August 1078 starb ihr ältester Sohn, 1079 ihre jüngste Tochter. Damit wurde Amadeus zum Erben, doch starb dieser bereits 1080. Ihre gleichnamige Tochter Adelheid war mit Rudolf von Rheinfelden verheiratet, dem Gegenkönig der Jahre 1077 bis 1080, doch starb sie bereits 1079. Otto (III.) wurde 1080 Bischof von Asti und in diesem Amt ein Gegner der Ausgleichspolitik seiner Mutter.

## Leben
Adelheid wurde um 1014/1020 in Turin als Tochter von Odalrich-Aginfred II. (früher oft mit Odalrich-Manfred übersetzt) und Bertha, Tochter von Markgraf Oberto aus der Familie der Obertenghi geboren. Über ihre Jugend ist nichts bekannt. Ihr einziger Bruder verstarb noch vor ihrem Vater im Jahre 1034. Der Vater starb im nächsten Jahr, die Mutter um 1040. Nach Odalrich-Aginfreds Tod wurde die große Markgrafschaft zwischen ihr und ihren Schwestern Irmgard (Imilla, auch Immila), die Otto von Schweinfurt ehelichte, und der 1048 zum Herzog von Schwaben aufstieg, und Bertha aufgeteilt. Dabei erhielt Adelheid zwar als den größten Teil die Grafschaften von Ivrea, Auriate, Aosta und Turin, doch der markgräfliche Titel war in erster Linie mit militärischen Verpflichtungen verbunden, die von ihr als Frau nicht erfüllt werden durften. Konrad II., römisch-deutscher Kaiser von 1027 bis 1039, arrangierte deshalb eine Ehe mit seinem Stiefsohn Hermann IV., Herzog von Schwaben. Er setzte ihn 1034 als Markgrafen von Turin ein. Die Hochzeit wurde im Januar 1037 gehalten, aber Hermann starb bereits am 28. Juli 1038 auf dem Italienzug des Kaisers.
Um ihren Stand zu sichern, heiratete sie am 29. Januar 1042 Heinrich von Montferrat, der jedoch bereits im Jahr 1045 starb. Unbekannt ist, ob er die Markgrafenwürde erhielt. Er erscheint zuletzt in einem Dokument vom Juni 1044. Unmittelbar darauf folgte die dritte Ehe, diesmal mit Otto von Savoyen (1046). Er erhielt durch Heinrich III. im Jahr 1046 die Markgrafenwürde. Mit Otto hatte Adelheid drei Söhne, Peter I., Amadeus und Otto, sowie die beiden Töchter Bertha und Adelheid. Bertha, Gräfin von Maurienne, heiratete den späteren römisch-deutschen Kaiser Heinrich IV., Adelheid ehelichte Rudolf von Rheinfelden, der zeitweilig als Gegenkönig zu Heinrich IV. eingesetzt wurde. Für Heinrich III. war die Verschwägerung mit der in wichtigen Reichsteilen einflussreichen Familie besonders wichtig, als es 1055 zum Bruch mit den Grafen von Canossa kam. Dabei ließ er die Gräfin Mathilde gefangen nach Deutschland führen. Die Absprache zur Verehelichung der beiden Kinder Bertha und Heinrich erfolgte in diesem Zusammenhang. Die Ehe zwischen der vierjährigen Braut und dem fünfjährigen Bräutigam wurde Weihnachten 1055 in Zürich geschlossen.
1063 hielt sich Petrus Damiani am Hof auf, der ihr im folgenden Jahr einen Brief zukommen ließ. Darin forderte er sie auf, gegen diejenigen im Klerus vorzugehen, die im Konkubinat lebten. Im selben Jahr gründete die Markgräfin die große Abtei Santa Maria in Pinerolo. Ihr Sohn Amadeus zog um 1066 als Pilger nach Rom, wo er schwor, den Heiligen Stuhl zu verteidigen.
Ebenfalls im Jahr 1064 erlangte Adelheid für ihren ältesten Sohn Peter die Investitur als Markgraf, doch Adelheid regierte für ihn. 1068 versuchte Heinrich IV., längst alleinherrschender römisch-deutscher König, auf dem Reichstag von Worms die Scheidung von Bertha durchzusetzen, was Adelaide gegen den Salier aufbrachte. Petrus Damiani intervenierte und drohte dem jungen König mit kirchlichen und göttlichen Strafen. Die Fürsten brachten den König von seinem Plan mit dem Argument ab, dies sei eine schwere Beleidigung der Markgräfin. Durch Fürsprache von Bertha erhielt Heinrich IV. Adelheids Unterstützung gegen Papst Gregor VII. und Mathilde von Tuszien. Sie und ihr Bruder Amadeus waren in Heinrichs Gefolge, als er seinen Gang nach Canossa durchführte. Heinrich musste, da die näheren Alpenpässe gesperrt waren, über Savoyen reisen. Er besprach sich in Turin mit Adelheid. In Dankbarkeit für ihre Vermittlungstätigkeit gab Heinrich Bugey an Adelheid und ihre Familie zurück und behielt Bertha als seine Frau. Adelheid war einer der Gegner der gregorianischen Reformen, obwohl sie die Autonomie der Kirche unterstützte. Dies galt auch für den Kampf gegen kaisertreue Bischöfe in ihrem eigenen Herrschaftsbereich, wie gegen Ingone von Asti, der von Erzbischof Guido di Velate von Mailand eingesetzt worden war. Allerdings hielt sie den Bischof von 1072 bis 1079 auf dem Amtsstuhl, obwohl sie von Papst Alexander II. bedrängt wurde. Auch als Cuniberto, der Bischof von Turin, in Streit mit den Mönchen von San Michele della Chiusa geriet, die Anhänger der Kirchenreform waren, unterstützte Peter I. den Bischof bei der Vertreibung des dortigen Abtes. Als jedoch dieser Abt in die Hände Heinrichs IV. fiel, intervenierte Adelheid zu seinen Gunsten.
Sie betätigte sich darüber hinaus als Vermittlerin im Kampf zwischen ihren beiden königlichen Schwiegersöhnen Heinrich und Rudolf. Ihre gleichnamige Tochter starb 1079, Rudolf von Rheinfelden kam 1080 in einer Schlacht ums Leben. Bereits am 9. August 1078 war Peter I. gestorben, Adelheids ältester Sohn. Er hinterließ aus der Ehe mit Agnes von Poitiers zwar eine Tochter, doch war sie nicht berechtigt, im Markgrafenamt zu folgen. Damit ging dieses Amt an den zweitgeborenen Sohn Amadeus über, der jedoch bereits am 26. Januar 1080 starb. Er hinterließ als Erbfolger Umberto II. Adelheid versuchte, durch die Verheiratung ihrer Enkelin Agnes mit Friedrich, den Grafen von Montbéliard die Erbfolge zu sichern, doch auch dieser von Heinrich IV. noch eingesetzte Markgraf starb noch vor Adelheid am 29. Juni 1091.
Adelheid starb im Dezember 1091. Sie wurde in der Pfarrkirche von Canischio (Canisculum), einem kleinen Dorf an der Cuorgnè im Valle dell’Orco begraben, wohin sie sich in ihrem letzten Jahren zurückgezogen hatte. In der Kathedrale von Susa steht in einer Wandnische eine Statue aus Nussbaumholz. die Adelheid kniend im Gebet darstellt, darunter die Inschrift: „Questa è Adelaide, cui l'istessa Roma Cole, E primo d'Ausonia Onor la Noma“.
Adelaide hatte ihre Kindheit bei den Verwaltern ihres Vaters verbracht und hatte sogar die Kampfkünste erlernt. Sie besaß eigene Waffen und Rüstungen. Sie galt als schön und tugendhaft. Sie war fromm, temperamentvoll, zögerte nicht gegen die Großen ihres Landes vorzugehen. Sie förderte die Spielleute an ihrem Hof mit der Aufforderung, Lieder mit Betonung religiöser Werte zu komponieren. Sie ließ die Geschichte der Region aufzeichnen. Entgegen der den Frauen ihrer Zeit gegebenen Möglichkeiten, konnte sie bis auf die Grafschaft Albon ihren Besitz erhalten. Bewunderer ihrer Zeit verglichen sie mit der biblischen Deborah und nannten sie anerkennend die „italienische Marquise“.